# Mark Shipman
Mark Shipman (* 3. Januar 1973 in Leeds) ist ein ehemaliger britischer Wasserspringer. Er startete für den Verein City of Sheffield Diving Club in den Disziplinen 1-m- und 3-m-Kunstspringen und mit Tony Ally im 3-m-Synchronspringen. Shipman nahm an zwei Olympischen Spielen teil. Er gewann im Synchronspringen jeweils eine Medaille bei Commonwealth Games und Schwimmeuropameisterschaften.
Shipmans erster großer internationaler Wettkampf waren die Commonwealth Games 1994 in Victoria. Dort wurde er Zehnter vom 1-m-Brett und Achter vom 3-m-Brett. Bei der Weltmeisterschaft 1998 in Perth erreichte er mit Ally Rang vier im 3-m-Synchronspringen und damit sein bestes Ergebnis bei einer WM. Im gleichen Jahr wurde er bei den Commonwealth Games in Kuala Lumpur Neunter vom 1-m-Brett und Sechster vom 3-m-Brett. Bei der Europameisterschaft 1999 in Istanbul errang Shipman seine erste internationale Medaille, er gewann mit Ally Bronze im 3-m-Synchronspringen. Er startete bei den Olympischen Spielen 2000 in Sydney, vom 3-m-Brett konnte er den Wettkampf nicht beenden, im 3-m-Synchronspringen wurde er mit Ally Siebter. Das Duo wurde bei der Weltmeisterschaft in Fukuoka abermals Vierter und verpasste erneut eine Medaille nur knapp. Bei seiner zweiten Olympiateilnahme 2004 in Athen erreichte Shipman vom 3-m-Brett das Halbfinale und wurde 18., im 3-m-Synchronspringen wurde er mit Ally guter Fünfter. Bei seinem letzten großen Wettkampf, den Commonwealth Games 2006 in Melbourne, gewann er mit Ally Silber und schloss seine Karriere mit seinem wohl größten sportlichen Erfolg ab.